# ليفانغ
ليفانغ (باليابانية: レイファン) هي إحدى شخصيات لعبة ديد أور ألايف المنتجة بواسطة شركتي تيم نينجا وكوي تيكمو، وقد تم اختراعها في سنة 1996، ليفانغ هي طالبة جامعة صينية ومحترفة بالفنون القتالية، إشتركت في بطولة ديد أور ألايف لتثبت تفوقها على صديقها جان لي، تعتبر ليفانغ من أكثر شخصيات ديد أو ألايف شهرة وقد ظهرت كإحدى شخصيات فيلم دي أو أي : ميت أو حي الذي تم إنتاجه في سنة 2006.